# ريتشارد سيفرسون
ريتشارد سيفرسون (بالإنجليزية: Richard Severson)‏ عميد في القوات الجوية الأمريكية.
خلال حرب الخليج الثانية خدم مع السرب الجوي التكتيكي الخامس والتسعين. خلال الحرب على الإرهاب تولى قيادة الجناح الجوي 459 والجناح الجوي للتزود بالوقود 459.